# Tetrahydroxy-1,4-benzochinon
Tetrahydroxy-1,4-benzochinon, ook bekend onder de namen: tetrahydroxy-p-benzochinon, tetrahydroxybenzochinon of tetrahydroxychinon (<Engels tetrahydroxybenzoquinon: THBQ of THQ), is een organische verbinding met de formule {\displaystyle {\ce {C6H4O6}}}. De moleculaire structuur kan beschreven worden als een 1,4-cyclohexadieen-ring met vier hydroxylgroepen en twee ketogroepen; de laatste twee staan tegenover elkaar in de ring (para).
Tetrahydroxy-1,4-benzochinon is een van de oxidatiestappen in de serie van benzeenhexol naar cyclohexaanhexon.
|              | {\displaystyle {\ce {->[{\ce {oxidatie}}][{\ce {}}]}}} |                                   | {\displaystyle {\ce {->[{\ce {oxidatie}}][{\ce {}}]}}} |              | {\displaystyle {\ce {->[{\ce {oxidatie}}][{\ce {}}]}}} |                  |
| Benzeenhexol |                                                        | Tetrahydroxy-1,4-benzochinon THBQ |                                                        | Rhodizonzuur |                                                        | Cyclohexaanhexon |

In water vormt de verbinding een licht rode oplossing, hij kristalliseert tot een glimmend, blauw-zwart dihydraat, {\displaystyle {\ce {C6H4O6.2H2O}}}.
De verbinding kan gesynthetiseerd worden uit glyoxaal of uit inositol, een rijkelijk in planten voorkomend natuurproduct.
Tetrahydroxy-1,4-benzochinon vormt een adduct met 4,4′-bipyridine in een verhouding van 2:3.

## Zouten van tetrahydroxy-1,4-benzochinon
Zoals alle fenolen is tetrahydroxybenzochinon een zuur en staat het makkelijk de vier protonen van de hydroxylgroepen af, waarbij anionen  als {\displaystyle {\ce {C6H2O6^{2-}}}} en {\displaystyle {\ce {C6O6^{4-}}}} ontstaan. Het laatste anion is symmetrisch en aromatisch: de dubbele banden en de lading zijn gelijkelijk over de zes CO-groepen verdeeld.
Het calciumzout, {\displaystyle {\ce {Ca2[C6O6^{4-}]}}} is het donker-paarse pigment dat ontstaat uit inositol onder invloed van Chromohalobacter beijerinckii tijdens de fermentatie van in zoute bonen, al bekend sinds 1935.
Het donkerpaarse en onoplosbare dikaliumdiwaterstofzout, {\displaystyle {\ce {K2H2C6O6}}}, werd in 1942 gesynthetiseerd door inositol te oxideren met salpeterzuur en daarna het reactiemengsel met kaliumcarbonaat in aanwezigheid van zuurstof te behandelen. De reactie van het zout met zoutzuur leverde daarna het vrije zuur in een goede opbrengst.
Het zwarte tetrakaliumzout, {\displaystyle {\ce {K4C6O6}}}, werd in 1962 bereid door het vrije zuur met kaliummethoxide in methanol te laten reageren. Het zout is diamagnetisch en uit het infraroodspectrum lijkt het duidelijk dat alle C-C en C-O bindingen gelijk zijn, waarbij de ring een beetje verwrongen is naar een "stoel"-conformatie. Voorzichtige oxidatie levert een groene, sterk paramagnetische vaste stof op waarvan vermoed wordt dat het om {\displaystyle {\ce {K3^{=}[C6O6^{3-}]}}} gaat, verdergaande oxidatie levert vervolgens kaliumrhodizonaat op, {\displaystyle {\ce {K2C6O6}}}.
Het groenig zwarte natriumzout, {\displaystyle {\ce {Na4[C6O6]}}} is sinds 1962 bekend.
Het lithuimzout, donker violet van kleur, is voorgesteld als elektrode-materiaal voor batterijen omdat het makkelijk geoxideerd kan worden tot lithiumrhodizonaat, {\displaystyle {\ce {Li2[C6O6]}}}, maar ook eenvoudig te gereduceerd kan worden tot het lithiumzout van benzeenhexol, {\displaystyle {\ce {C6(OH)66}}}. In een zuurstofvrije omgeving is {\displaystyle {\ce {Li4[C6O6]}}} stabiel tot ongeveer 450 °C waarna het ontleed en een residu van lithiumcarbonaat geeft. {\displaystyle {\ce {Li4[C6O6]}}} vormt een hydraat, {\displaystyle {\ce {Li4[C6O6].2H2O}}}, dat zijn water verliest bij ongeveer 250 °C.